# الخيط (فلم)
الخيط (بالفرنسية: Le Fil) هو فيلم تونسي فرنسي صدر عام 2009 من إخراج مهدي بن عطية. صُوّر الفيلمُ في كلٍ من بلجيكا وتونس (مسقط رأس المخرج) وشارك في بطولته كلاوديا كاردينالي، أنطونين ستاهلي وسالم كيشوشي.

## القصّة
يُركِّز الفيلم على علاقة مالك بوالدته سارة في الأسابيع الأولى بعد عودة مالك إلى وطنه من فرنسا للعيش مع والدته الفرنسية المَوْلِد في عقار عائلي في ضاحية مدينة تونس وبالضبطِ في المرسى المعروف بسكن عائلات ثريّة هناك. هناك يقع مالك في حب بلال الذي يعملُ لصالحِ والدته الأرملة سارة والذي عاد أيضًا مؤخرًا من فرنسا.
تريد الوالدة والجدة من مالك أن يتزوّج ويُنجب أطفالًا، لكنّه لا يستطيع حيثُ فشل في مواجهة والدته بمثليثه. يُوافق مالك في وقتٍ ما على الزواج من صديقته وابنة عمه سيرين وهي الأخرى مثليّة تُخطّط للحملِ عن طريق التلقيح الاصطناعي من أجل تربية طفلٍ مع عشيقها المثلي ولكنها تُريد في الوقتِ نفسه أن يكون للطفل أبٌ مثل الأطفال الآخرين في المجتمع التونسي.
ينزعجُ بلال من خبر نيّة مالك الزواج فيُواجهه لكنّه يتحطَّم عندما يطلب منه مالك مغادرة المنزل فلا يفعل. تكتشفُ سارة في صباح اليومِ الموالي عشيقها مالك وهو يُمارس جنسًا شرجيًا على السرير مع بلال لكنها تُقرر التأقلم مع الوضع حتى أنها لم تُمانع سفر الاثنان معًا في رحلة بريّة إلى الريف وطّدت علاقتهما أكثر فأكثر.

## العنوان
عنوان الفيلم الأصلي هو «Le Fil» وهي كلمة فرنسيّة تعني «الخيط» وتُشير إلى قلق مالك العصابي الذي نشأ معهُ في طفولته واستمرَّ معه في شبابه حتى أنه صار يشعرُ بتهديدٍ من هذا الخيطِ الذي يخال له أنه سيخنقهُ يومًا ما. يتسبّبُ هذا الخيط أو بالأحرى القلق في اضطرابِ علاقتهِ مع والدته التي تُريد السيطرة على حياته ومع أنه يرفضُ هذا إلّا أنه لا يستطيع مواجهتها بل يعتمدُ عليها بشكل مخيف. يُحاول عنوان الفيلم أيضًا التلاعب بالكلمات، فالعنوان الفرنسي للفيلم والذي هو «le fil» (الخيط) يُشبه إلى حدٍ كبيرٍ في التهجئة كلمة «le fils» التي تعني «الابن» وتُعبّر عن العلاقة بين مالك وسارة.

## طاقم التمثيل
- كلاوديا كاردينالي في دور سارة والدة مالك
- أنتونين ستالي في دور مالك ابن سارة الذي يعملُ مهندسًا معماريًا
- سالم كيشوشي في دور بلال العامل الماهر والبستاني الذي يعملُ خادمًا في منزل سارة
- رحاب مجري في دور وفاء طاهية وخادمة سارة
- إدريس رمدي في دور صديق بلال
- رملة عياري في دور سيرين ابنة عم مالك وصديقته وزميلتهُ في شركة معماريّة
- عبير بناني في دور ليلى صديقة سيرين
- لطفي الدزيري في دور عبد العزيز والد مالك الذي يُتوفَّى في وقتٍ ما ويترك زوجته سارة أرملة
- نجية نمزي في دور جدة مالك من ناحيّة الأب
- علي مرابط في دور وسيم ابن عم مالك المثلي
- حسني خالد في دور منصف والد سيرين وصديق والديْ مالك